# 刘忠义
刘忠义（1965年8月—），中共党员，法学硕士，1985年毕业于黑龙江省警校，国家级刑侦专家，现任公安部党委委员、部长助理兼五局党委书记、局长，一级警监警衔。

## 生平
历任黑龙江省鹤岗市公安局民警、刑警、分局刑警队副队长、市局刑警支队副队长、市刑警支队长、黑龙江省公安厅刑警总队副总队长、总队长。2011年1月起历任任公安部刑事侦查局副巡视员，刑事侦查局副局长。 2019年4月，公安部刑事侦查局局长，2024年4月11日出仼中國公安部部長助理，《我是刑警》中秦川原型。 

## 主抓大案
- 1988年至2002年白银市连环杀人案[4]
- 2010年山西绛县3名小学女生遇害案
- 2012年重庆特大持枪抢劫杀人周克华案
- 2014年贵州省凯里市聚赌窝点特大爆炸案
- 2025年跨國電詐丶網上非法賭博案犯人引渡工作丶相關犯罪跨國警務合作機制建立[5]